# Portable Executable
Portable Executable（PE）は、主に32ビットおよび64ビット版のMicrosoft Windows上で使用される実行ファイル (EXE)、オブジェクトファイル、DLL、SYS (デバイスドライバ)、FON フォントファイル等のファイルフォーマットである。PEフォーマットは実行コードを管理するためにWindows OSローダが必要とする情報をカプセル化するデータ構造である。エクステンシブル・ファームウェア・インターフェイス (EFI) の仕様ではPEをEFI環境における標準の実行形式としている。このためUEFIアプリケーションや.NETアプリケーションのバイナリフォーマットとしても使用されている。マイクロソフト製OSとのマルチブート環境の構築を容易にする目的で、x86、x86-64、ARMアーキテクチャにおけるLinuxカーネル実行ファイル（EFI Boot Stub）やブートローダなど、非Windows系OSのシステムファイルの一部でも用いられている。
Windows NTオペレーティングシステムでは、PEはIA-32、IA-64、x86、x86-64 (AMD64/Intel 64)、ARMおよびARM64命令セットアーキテクチャ (ISA) がサポートされている。Windows 2000以前のWindows NTではMIPS、 AlphaおよびPowerPC命令セットアーキテクチャがサポートされていた。PEはWindows CEでも利用されていたため、MIPSのいくつかの種類、ARM (Thumbを含む)、SuperH命令セットアーキテクチャでもサポートが継続されている。
さまざまなCPUアーキテクチャに対応するため、内部に判別用のフラグを持っている。実行時にDLLを動的にリンクし、コンポーネントレベルでのバグフィックス、互換性の維持が行われるようになっている。また、リソース領域にアイコン等を格納でき、GUI上で表示された場合アイコンがグラフィカルに表示され、ソフトウェアが容易に判別できるようにできる。
PEと似たフォーマットとしてELFファイル（LinuxやUnixで利用）や Mach-O (macOSやiOSで利用)がある。

## 歴史
マイクロソフトはWindows NT 3.1オペレーティングシステムの登場とともにPEフォーマットに移行した。Windows 95/98/ME や Windows 3.1x上のWin32sをはじめとする、その後のWindowsはすべてPEをサポートしている。DOSとNTシステムのEXEフォーマットとの互換性を持たせるため、PE/COFFヘッダーにはMS-DOSプログラムがバイナリの先頭に組み込まれている。PEバイナリをMS-DOS上で起動させると、そのMS-DOSプログラムのほうが実行される。特に指定の無い場合、「This program cannot be run in DOS mode.」のような「DOSでは実行できない」というメッセージが表示するだけのプログラムが組み込まれる。MS-DOSプログラムの後ろに、PE固有の識別子と、COFFに似たデータ構造があり、MS-DOSヘッダによってそのオフセットが指されている。
引き続きファットバイナリの形式である。PEは.NET PE形式や、PE32+ (もしくはPE+)と呼ばれる64ビットバージョン、およびWindows CE形式など、Windowsプラットフォームの変更にも対応し続けている。

## 対応する命令セットアーキテクチャ
- x86：i386以降のインテルおよび互換CPUのアーキテクチャ。PEにおいては、その中でも32ビットのコードを対象としている。x86を対象とするWindowsアプリケーションが格納されたPEは、x86版、x86-64版、IA-64版Windowsで直接実行できる。ARM版Windowsにおいてはエミュレーションによって実行できる。Windows NT 4.0においては、Alpha、MIPS、PowerPC版においてエミュレータが存在した[6]。Xboxにおいては、ビルド途中の中間形式として採用されている[7]。i386版のUEFIアプリケーションの記述にも用いられている。
- x86-64: 64ビット対応のx86命令。x64版Windowsで実行できる。x86-64版のUEFIアプリケーションの記述にも用いられている。
- IA-64
- Alpha: Alphaプロセッサ上で動作するWindows NTでのみ実行できる。Alpha版Windowsはすでに開発が終了している。
- MIPS: Windows CE、Windows NTでサポートされていた。
- PowerPC: PowerPC版Windows NTでのみ実行できる。Xbox 360でも内部的な形式として用いられている[8]。
- SH-3/4: Windows CEがサポートするアーキテクチャ。
- ARM: Windows CE、Windows RT、Windows 10でサポートされている。
- AArch64 (ARM64): Windows 10でサポートされている。

## 他のオペレーティングシステムでの利用状況
PEフォーマットはWindowsとのバイナリ互換を謳っているReactOSでも利用されている。過去にはSkyOSやBeOS R3等いくつかのオペレーティングシステムで利用されていたが、SkyOSもBeOSも最終的にはELFへ移行した。
Mono開発環境はMicrosoft .NET Frameworkとのバイナリ互換を謳っており、マイクロソフトの実装と同じPEフォーマットを利用している。
x86 Unix系 オペレーティングシステムでは、Windowsバイナリ(PEフォーマット)はWineを通して実行できる。HX DOS ExtenderもDOS 32ビットバイナリにPEフォーマットを利用しており、一部の既存WindowsバイナリをDOSで実行できるため、DOS版Wineとして利用できる。
IA-32とx86-64のLinuxでは、WindowsのDLLをloadlibraryで利用できる。
Mac OS X 10.5はPEファイルの読み込みと解析が可能だが、Windowsとバイナリ互換はない。
UEFIとEFIファームウェアはPEとWindows ABIをアプリケーションで使っている。